# 盈信控股

盈信控股有限公司（Vantage International（Holdings）Limited），（港交所除牌前：0015.HK），為一間提供建築、土木工程及物業投資的控股公司。
1976年，安保工程有限公司及怡益工程有限公司成立，提供公營機構及私營機構建築及土木工程服務。而於1981年，加德利建築有限公司成立，所承辨的工程與怡益工程頗為相似，但規模較少。
2000年8月17日完成架構重組，結合三間工程公司，成立盈信控股，並於9月8日正式於香港聯交所上市。
及後，2007年，集團完成收購Winner City Investment Limited及輝信集團有限公司，開始經營物業投資業務，而其於九龍塘窩打老道則成為集團的總辦事處。現時，集團主要持有多間豪宅。
現時，集團於百慕達註冊，而主席兼執行董事為魏振雄。
2011年，該公司錄得284,336,000港元的純利。
2013年7月，該公司把分拆旗下，怡益控股有限公司（現時業務在本港水務工程、道路及渠務工程、防止山泥傾瀉以及斜坡和擋土牆修補工程；及公用設施的土木工程）上市。之後在2013年9月至11月期間進行分拆配售安排。
2015年6月5日或16日，盈信控股接獲Youth Force Asia Ltd.（由姜建輝持有），以每股3.2334港元（2億股）收購怡益控股股份，總代價為485,010,000港元，此外當時旗下怡益控股將會派發0.25港元特別股息。
2016年4月，盈信控股向領展房地產投資信託基金以4.71億元購入馬鞍山錦英苑商場及停車場和以3.08億元購入天馬苑商場及停車場。
2020年10月，獲股東通過私有化方案。

## 外部連結
- 盈信控股 （页面存档备份，存于）